# Proclamación del Imperio alemán
La Proclamación del Imperio alemán (en alemán: Deutsche Reichsgründung) tuvo lugar el 18 de enero de 1871, después de la victoria conjunta de los estados alemanes en la Guerra franco-prusiana. Como resultado de los Tratados de noviembre de 1870, los estados del sur de Alemania —Baden, Hesse-Darmstadt, con sus territorios al sur de la línea principal, Württemberg y Baviera— se unieron a la «Confederación Alemana» dominada por Prusia el 1 de enero de 1871. El mismo día, entró en vigor la nueva Constitución de la Confederación Alemana, extendiendo significativamente las tierras alemanas federales al recién creado Imperio alemán. El día de la fundación del Imperio alemán, el 18 de enero, se convirtió en un día de celebración, marcando cuando el rey prusiano Guillermo I fue proclamado emperador alemán en la Galería de los Espejos del Palacio de Versalles.

## Proclamación Imperial en Versalles

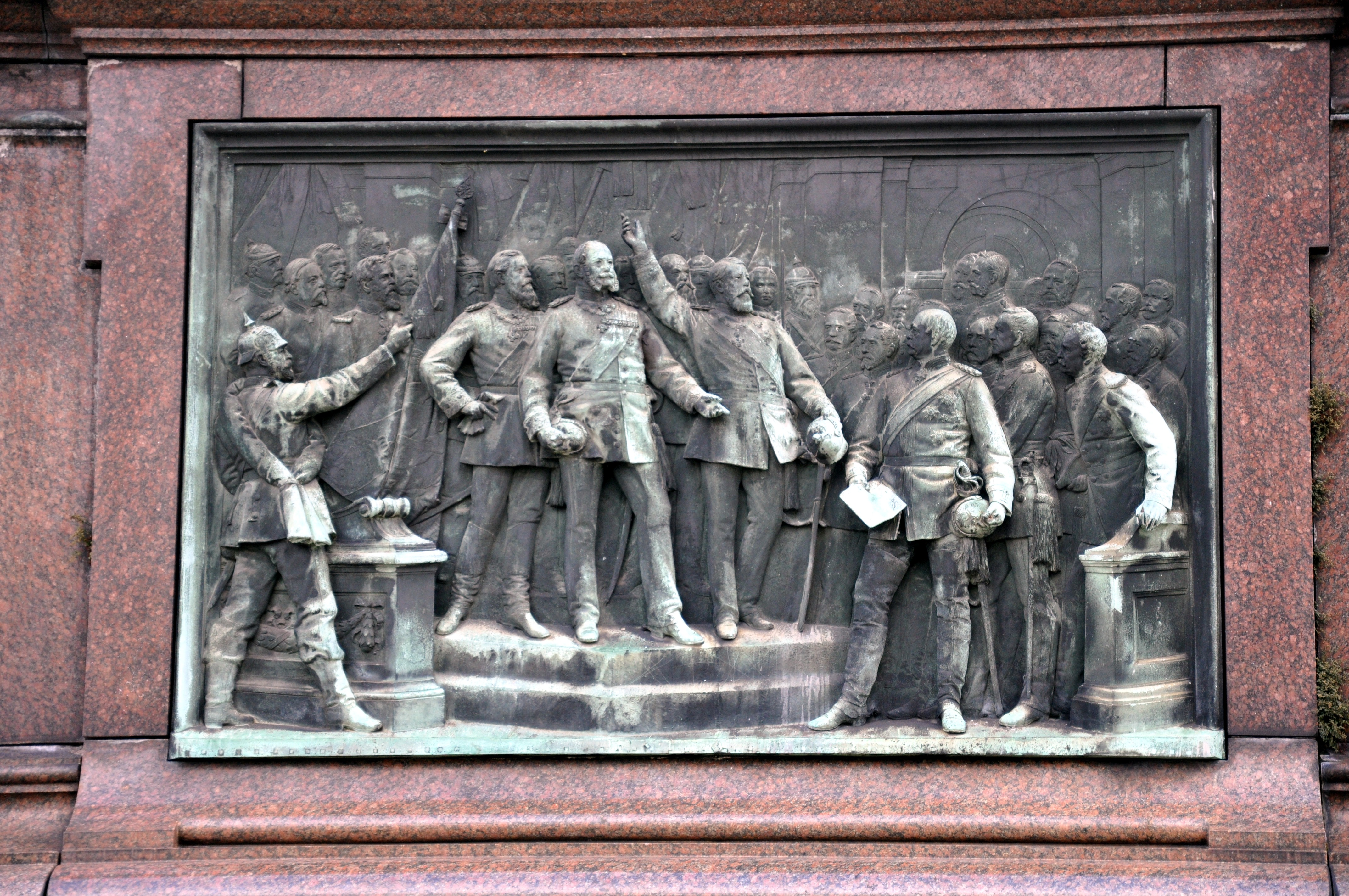
Proclamación del Emperador en Versalles ("Socorro en la base del monumento del Kaiser Guillermo" de 1897 en Karlsruhe.

### Antecedentes
La cuestión del dualismo alemán complicó la alianza de los estados alemanes después de las guerras napoleónicas. ¿Una Alemania unida incluiría o excluiría a Austria? Según el canciller prusiano Otto von Bismarck, cualquier unificación solo era posible sin Austria, ya que la monarquía de los Habsburgo estaba, de hecho, vinculada económica y militarmente no solo a los otros estados de lengua alemana sino también a los estados eslavos de la península balcánica. La guerra austro-prusiana de 1866 condujo a la disolución de la Confederación alemana, fundada en 1815 después del Tratado de Praga. El resultado fue un sistema de alianza alemana bajo el dominio hegemónico de Prusia. Después de la victoria prusiana en la batalla de Hradec Kralove, y contra los deseos de los Habsburgo, Bismarck logró formar la Confederación alemana del norte como una alianza militar en agosto de 1866 sin Austria. Un año después, la Confederación Alemana del Norte hizo una constitución y se convirtió en estado.
En 1868, la reina española Isabel II fue destronada en un golpe militar. El príncipe Leopoldo de Hohenzollern-Sigmaringen, apoyado por el primer ministro prusiano Bismarck, actuó como candidato para la sucesión real en España. Sin embargo, poco después de que su candidatura fuera aceptada, Leopoldo de Hohenzollern-Sigmaringen, bajo la influencia de su padre, el príncipe Karl Anton y el rey de Prusia, propuso a Guillermo I al trono de España porque Francia había amenazado con la guerra con esta candidatura. Sin embargo, el emperador de Francia, Napoleón III, no quería estar satisfecho con la simple retirada de la candidatura, y envió a su embajador, Vincent Benedetti, a Bad Ems, para entablar negociaciones con el rey de Prusia. Napoleón exigió una disculpa oficial de Prusia y la renuncia general de los Hohenzollern y Sigmaringer al trono español también para el futuro, que King no quiso aceptar. (véase: Telegrama de Ems) "Pero uno quería más: el gobierno prusiano aún no había sido revelado, la victoria aún no parecía perfecta. Benedetti fue comisionado para exigir a Guillermo que renunciara a cualquier reclamo al trono, y que prohibiría a la familia Sigmaringen de aceptar la corona española ". 
La Asamblea Nacional francesa otorgó fondos para la guerra, y el 19 de julio de 1870, el Imperio francés declaró la guerra al Reino de Prusia. Los estados del sur de Alemania se pusieron del lado de Prusia de acuerdo con sus alianzas defensivas. Las victorias en agosto y septiembre de 1870 sobre los ejércitos franceses llevaron a la voluntad de los príncipes del sur de Alemania de unirse a la Confederación Alemana del Norte.
Los días 9 y 10 de diciembre de 1870, el Reichstag votó para ofrecer el título del Emperador al rey prusiano. Además, el país pasaría a llamarse "Reich alemán". Esto entró en vigor el 1 de enero de 1871 con una nueva constitución. Como día de la proclamación imperial, el 18 de enero fue elegido para coincidir con la coronación real de Federico III de Brandeburgo como Federico I en 1701, que condujo a la fundación del Reino de Prusia. El evento de 1870 tuvo lugar en el Salón de los Espejos en el Palacio de Versalles, cuyo techo fue celebrado por Luis XIV, el Rey Sol, como un conquistador de ciudades y estados alemanes.

### Proclamación el 18 de enero de 1871
El 18 de enero de 1871, las tropas alemanas desfilaron detrás de las prohibiciones militares alrededor del Palacio de Versalles. Las delegaciones de los regimientos de campo alemanes estaban abarrotadas en esta gran sala. Levantaron sus estandartes rasgados por la batalla en un "bosque colorido". En el centro del pasillo había un altar, donde los participantes celebraban un servicio de adoración, al final del cual todos los presentes cantaban la canción Nun danket alle Gott (en español: Ahora, demos todos gracias a Dios). Al final de la galería había un podio elevado, en el que se encontraban Guillermo I y los diversos príncipes. Otto von Bismarck leyó la proclamación. Entonces, el Gran Duque de Baden gritó "Su Majestad, Kaiser Guillermo", y los otros asistentes repitieron tres veces. La ceremonia terminó, aunque los hurras continuaron afuera de las tropas desplegadas. La expresión "Kaiser Guillermo" evitó el título constitucional preciso "Emperador alemán", que Guillermo no aceptaría.
El Gran Ducado de Hesse, el Ducado de Brunswick y los principados de Reuss (línea más joven y antigua), Schwarzburg-Sonderhausen, Waldeck y Lippe no estuvieron representados en la proclamación imperial en Versalles.
La proclamación imperial del 18 de enero de 1871 "permaneció en la mente de los alemanes como el acto real de fundar un imperio", dijo Theodor Schieder.

## Relatos de testigos presenciales
La ceremonia se ha detallado en numerosos relatos de la época, y las personas más importantes y su función se describieron en detalle. Con el fin de ocultar las controversias subliminales por conceptos míticos, se dijo, por ejemplo, que la corona había sido "intimidada por el diluvio de todas las tribus alemanas". La fundación del Imperio alemán tuvo lugar en una mezcla contradictoria de modestia y grandeza.
La carta del nuevo emperador Guillermo I, futuro canciller Otto von Bismarck, que sirvió como conductor de la fundación del Imperio alemán, y la cuenta pública hecha por el historiador Albert von Pfister, que estuvo presente como soldado, aceptó el hecho de que se construiría un altar de campo (en lugar de un trono) en el Salón de los Espejos. Mientras Guillermo enfatizaba la naturaleza religiosa de la ceremonia, Bismarck encontró el contenido político de la porque se decía que prefería un estado de ánimo religioso real a la pose a la victoria. Bismarck, sorprendentemente, criticó abiertamente el comportamiento del Emperador; el emperador no se veía a sí mismo como el que tenía autoridad sobre los príncipes, sino como un maestro de la guerra que triunfaba con sus fieles. Guillermo espontáneamente llevó a los príncipes al mismo nivel. En la descripción de Pfister, el enfoque religioso de la ceremonia que Wilhelm y Bismarck enfatizaron. Enfatizó, por otro lado, el efecto público polarizador. Los tres informes aparecen más auténticamente que las representaciones posteriores, especialmente las representaciones en ediciones de fuentes y presentaciones de libros escolares entre 1918 y 1945, todo lo cual fue creado bajo la impresión dominante de la impactante derrota del "imperio Bismarck" en la Primera Guerra Mundial.